# Miguel Íñiguez del Moral
Miguel Íñiguez del Moral (Belorado, província de Burgos 1924 - 2 d'agost de 2016) va ser un militar espanyol, cap d'Estat Major de l'Exèrcit de Terra (JEME) de 1986 a 1990.
Va ingressar a l'Acadèmia General Militar el 1942 i, entre diferents destinacions, va ser a l'Escola Militar de Muntanya i Operacions Especials (Jaca), al Batalló d'Enginyers Paracaigudistes i exercí de professor a l'Escola d'Estat Major. El 1974, i durant la marxa verda, era destinat a l'Estat Major de la Caserna General de les Forces Militars del Sector del Sàhara Espanyol. Tot i enfrontar-se al Front Polisario, es va mostrar partidari d'una entesa amb ell.
Va col·laborar amb Manuel Gutiérrez Mellado quan aquest fou ministre de defensa amb Adolfo Suárez. En 1984 fou nomenat cap de l'Estat Major Conjunt de la Defensa (EMACON) i cap de la divisió de Plans de l'Exèrcit. l'abril de 1985 capità general de la VI Regió Militar, i en 1986 cap d'Estat Major de l'Exèrcit de Terra. Durant el seu mandat es va iniciar el Pla META per tal de modernitzar i professionalitzar les Forces Armades d'Espanya i integrar-les en l'estructura de l'OTAN. El 1990 deixà el càrrec i passà a la reserva. El 1997 fou el primer oficial del cos d'enginyers en obtenir el Premi Zarco del Valle.